# Cronecken der Sassen

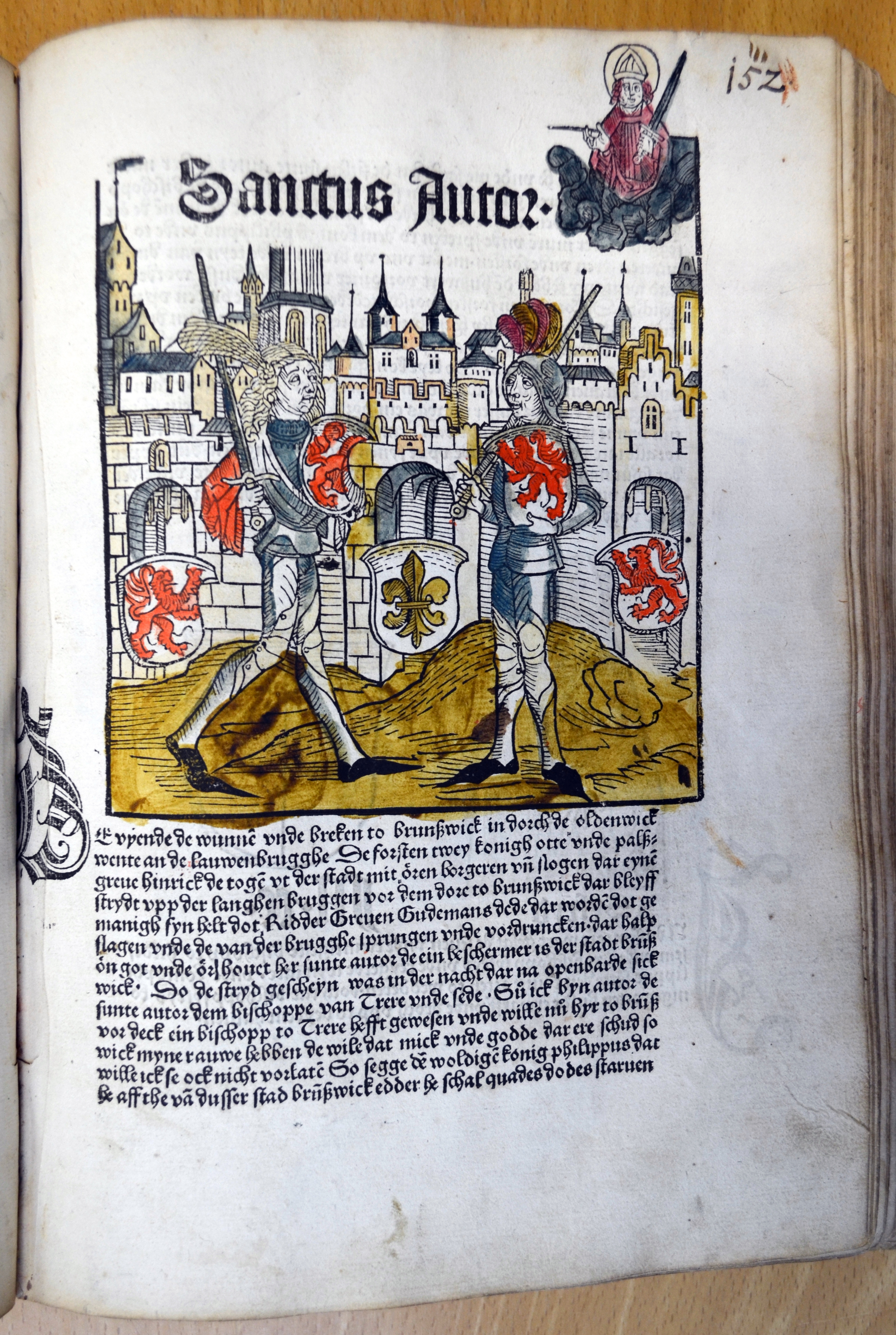
Dalla cronaca: illustrazione della città di Braunschweig, con il suo santo patrono, santo Autore di Metz, in trono sopra di essa in alto a destra ("Sanctus Autor"). In primo piano probabilmente due cavalieri dei Lilienvente.

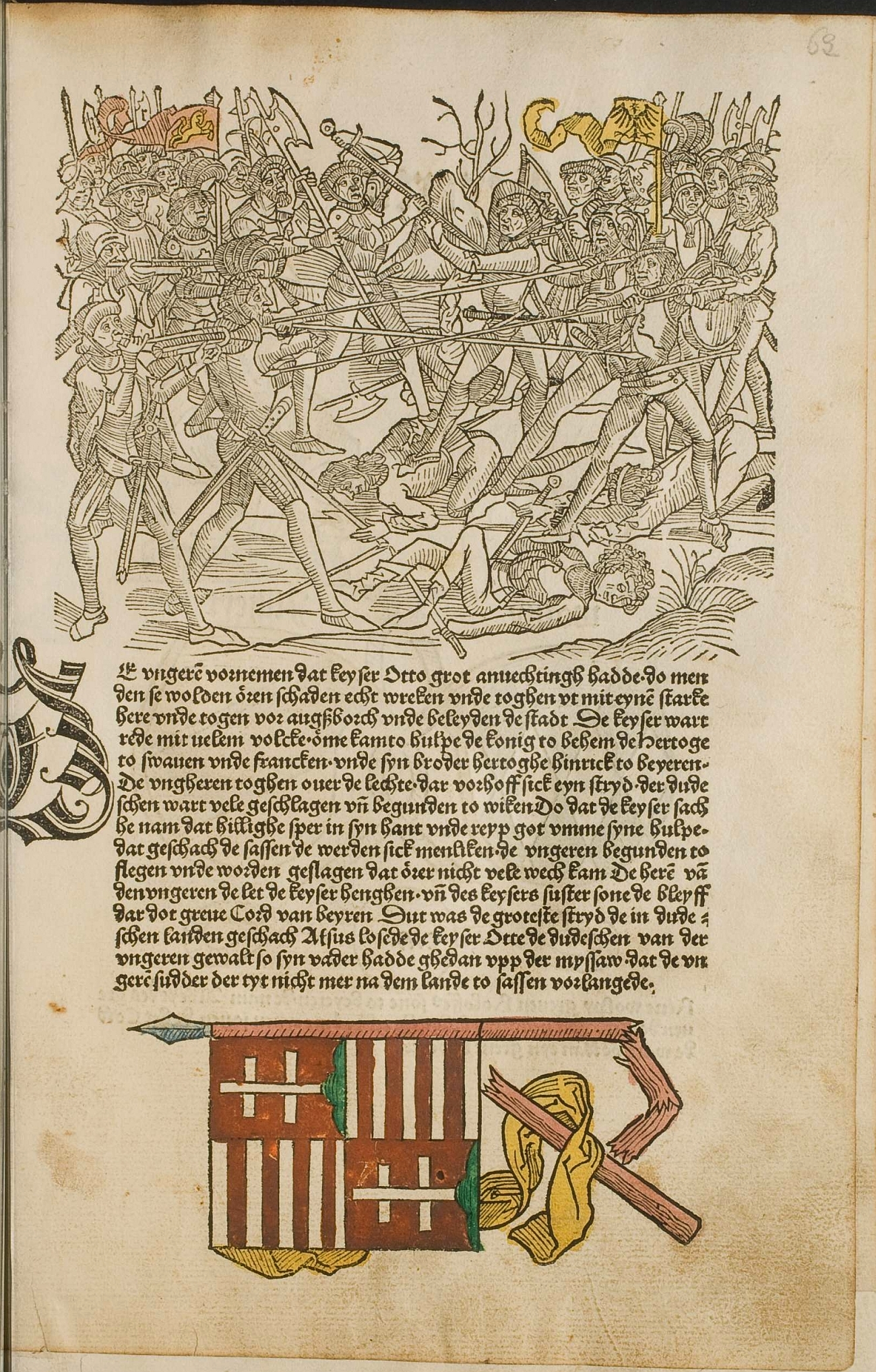
Illustrazione xilografica della cronaca

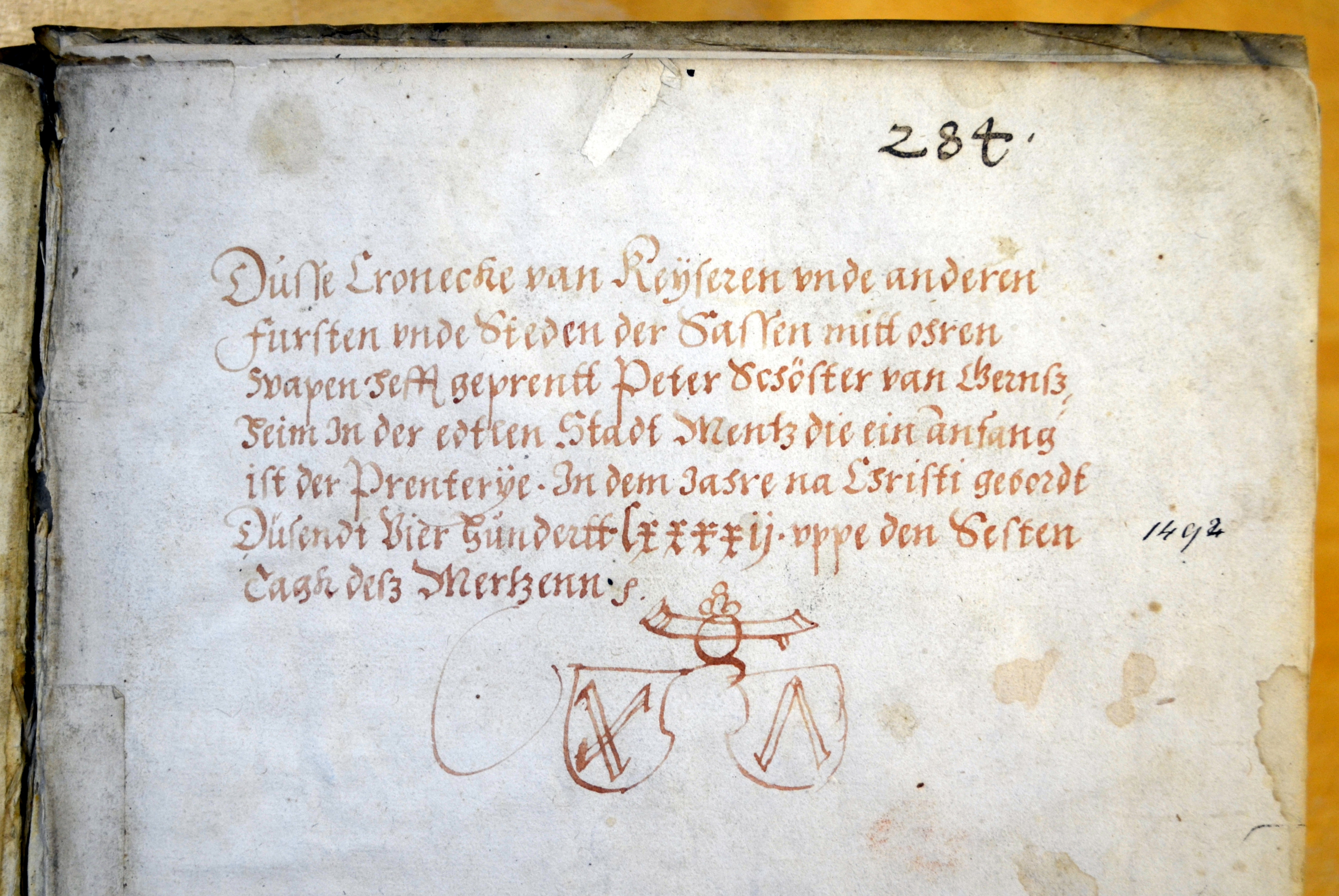
Colophon dello stampatore Peter Schöffer

La Cronecken der Sassen o Sachsenchronik di Cord Bote o Hermann Bote del 1492 è l'ultima grande opera stampata dalla stamperia di Peter Schöffer, primo collaboratore di Johannes Gutenberg. È scritto in medio basso tedesco e ampiamente illustrato.

## Contesto e contenuto
La Chronik der Sassen è illustrata con 1.255 xilografie e per questo è chiamata anche "Niedersächsische Bilderchronik" o "Cronicon picturatum". Sia Cord Bote che il suo parente Hermann Bote sono possibili autori di quest'opera. È scritto in basso tedesco orientale, l'autore non è nominato. È molto vicino agli scritti di Hermann Bote (ad esempio il Braunschweiger Weltchronik) sia in termini di forma linguistica Brunswick-Ostfaliana che in termini di contenuto. La cronaca combina elementi di una cronaca mondiale con le storie regionali, diocesane e cittadine della storia sassone fino all'anno 1489, riportando il dominio Welfen o i ducati ascanidi, la marca di Brandeburgo e le abbazie di Brema, Halberstadt, Hildesheim, Lubecca e Magdeburgo. Inoltre, ci sono documenti sulla fondazione di città, vescovati o ordini, sequenze genealogiche di stirpi nobiliari o cataloghi di vescovi. Sono inoltre rappresentate le gesta eroiche dei principi, le battaglie combattute, gli assedi o le rivolte, le epidemie o le tradizioni locali. Caratteristici sono anche i dati di base sulla storia della creazione, basata sulle cronache bibliche del mondo, sulla caduta dell'uomo, ma anche sulle saghe sassoni e sulle origini delle Stamme. Il "Wappenprogramm" raffigurato nella xilografia del titolo mostra l'importanza storica dei Welfen e degli Ascanidi per la storiografia della regione dell'Antico Sassone.

## Edizioni della cronaca
- Cronecken der Sassen. Holzschnitte vom Meister WB. Peter Schöffer, Mainz 1492. (online im Münchener Digitalisierungszentrum oder in der Herzog August Bibliothek Wolfenbüttel).
- Chronicon Brunsvicensium Picturatum. (Bearbeitet von Gottfried Wilhelm Leibniz) In: Scriptores rerum Brunsvicensium. Band 3, S. 277–423 (Digitalisat).

## Modifiche apportate alCronecken der Sassen(selezione)
Questa cronaca è considerata la fonte di ulteriori scritti o revisioni e aggiunte successive).
- Albert Krantz: Saxonia. Köln 1520, OCLC 43090544.
- Conrad Botho, Johann Pomarius, Siegfried Saccus: Chronica der Sachsen und Nidersachsen von anbeginn der Welt bis anhero. … Bis auff diese zeit continuiret … Durch M. Johannem Pomarium … Mit einer Vorrede D. Sigfridi Sacci. Zacharias Krafft, Wittenberg 1588, OCLC 795144163.
- Conrad Bote, Johann Baumgart: Chronica der Sachsen und Nidersachsen in welchem fleissig beschrieben wird, was sich von anbeginn der Welt bis anhero … zugetragen … mit …; Figuren gezieret … bis auff diese zeit Continuiret … verfasset und beschrieben. Johann Francken, Magdeburg 1589, OCLC 724078878.
- Cyriacus Spangenberg: Sächsische Chronica. Frankfurt a. M. 1585, OCLC 165859580 (online).